# Argentinas herrlandslag i vattenpolo
Argentinas herrlandslag i vattenpolo (spanska: Selección de waterpolo de Argentina) representerar Argentina i vattenpolo på herrsidan. Laget gick till åttondelsfinal i 1928 års olympiska turnering. Vid VM 2015 slutade Argentina på 16:e och sista plats.

## Resultat

### Panamerikanska spelen
- 1951 –   Guldmedalj
- 1955 –   Guldmedalj
- 1959 –   Silvermedalj
- 1963 –   Bronsmedalj
- 1971 –  Sexa
- 1991 –  Sjua
- 1995 –  Femma
- 1999 –  Sjua
- 2003 –  Sexa
- 2007 –  Sexa
- 2011 –  Femma
- 2015 –  Fyra
- 2019 –  Fyra
- 2023 –   Bronsmedalj

### Fotnoter
1. ↑  Todor Krastev (19 mars 1928). ”Men Water Polo Olympic Games 1928 Amsterdam (NED) - Winner Germany” (på engelska). Sport Statistics. Arkiverad från originalet den 29 juni 2015. https://web.archive.org/web/20150629172628/http://todor66.com/Water_Polo/Olympic/Men_1928.html. Läst 27 juni 2015.
2. ↑  waterpoloworld.com Arkiverad 5 mars 2016 hämtat från the Wayback Machine. (engelska)